# شهرستان بولاک (آلاباما)
شهرستان بولاک، آلاباما (به انگلیسی: Bullock County, Alabama) شهرستانی در ایالات متحده آمریکا است که در آلاباما واقع شده‌است.

## خصوصیات
شهرستان بولاک ۱٬۶۱۸٫۷۵ کیلومترمربع مساحت دارد.